# Museu Nacional do Traje
O Museu Nacional do Traje é o principal museu de âmbito nacional dedicado ao traje português e civil e traje estrangeiro - desde o século XVIII à atualidade.
O museu está instalado numa vasta propriedade adquirida pelo Estado Português em 1975. Esta propriedade, o Palácio Angeja-Palmela, ou Paço do Lumiar, é uma antiga quinta de recreio setecentista que engloba uma extensa área verde hoje aberta ao público e conhecida como Parque do Monteiro-Mor.

## História do Museu Nacional do Traje
O Museu Nacional do Traje resultou de um projeto nascido em 1969, apresentado em 1973 e consolidado com a exposição O Traje Civil em Portugal apresentada no Museu Nacional do Arte Antiga em 1974. A responsável de todo este processo foi Natália Correia Guedes, que veio a ser a primeira diretora do Museu.
A 23 de dezembro de 1976 foi passado um Decreto/Lei instituiu o Museu Nacional do Traje e o Parque Botânico do Monteiro-Mor.
A 26 de julho de 1977, o museu foi inaugurado pelo então Secretário de Estado da Cultura, David Mourão-Ferreira, a diretora do museu Natália Correia Guedes, e a presença do então 1.º Ministro, Mário Soares, com a abertura de cinco exposições: História do traje civil e urbano (da Antiguidade a 1925), complementada com a exposição Trajo Popular (uma parceria com o Museu Nacional de Etnologia) e a que se somava ainda Traje de ópera, coleção de Tomás Alcaide. Exploravam-se também as Técnicas de fiação, tecelagem e estampagem e expunham-se Brinquedos dos séculos XVIII ao XX.
A biblioteca particular da museóloga Maria José de Mendonça encontra-se aqui depositada.

## Coleções
O acervo da instituição reúne coleções de traje civil - feminino, masculino e de criança, nacional e internacional -, e respectivos acessórios, fragmentos de tecidos e peças de bragal, materiais e equipamentos que testemunham os processos de produção têxtil, traje e acessórios.
As primeiras ofertas de peças datam de 1974 nos registos do Museu Nacional do Traje, todas elas de particulares. A coleção pública que integrou o seu acervo veio do Museu Nacional dos Coches que, desde 1904, recolheu uma importante coleção de trajes da Casa Real.

### Traje do século XVIII (estilos Barroco e Rocaille, 1700 a 1789)

Casaca, Séc. XVIII (c. 1770-1790)

No período Barroco, o traje feminino era geralmente composto por três peças principais, o corpete ajustado ao busto, a saia e a sobressaia. As mulheres vestiam-se sumptuosamente, sendo as rendas e os laços constantes no seu vestuário. Entre 1740 e 1770, em pleno período Rocaille, surge um vestido mais ligeiro e volante, com corpete, saia e o famoso "plis Watteau", composto por pregas de tecido que caíam soltas nas costas, sugerindo um falso manto. Em meados do século, o vestido “à francesa” utilizado nas grandes cerimónias, tinha amplos volumes laterais, um corpete cingido, e uma sobressaia aberta na frente, formando uma abertura triangular que deixava ver a saia.
A forma básica do traje masculino surgiu em França no final do século XVII, durante o reinado de Luís XIV, sendo composta por casaca, colete e calção. Este conjunto manteve-se no período Rocaille embora as casacas fossem menos amplas e se apresentassem ricamente bordadas. Os calções eram ajustados e terminavam abaixo dos joelhos. Os bordados formavam padrões florais e vegetalistas e eram realizados nas peças de tecido antes de se efetuarem os cortes quer das casacas, quer dos coletes.

### Traje Império (1796 a 1820)

Casaca, colete e vestido Sec. XVIII-XIX

Com a Revolução Francesa, ocorrida em 1789, os ideais revolucionários de “Liberdade, Igualdade e Fraternidade” conjugados com um gosto pela Antiguidade Greco-Romana transformaram radicalmente o vestuário feminino. No traje feminino, as mulheres abandonaram os espartilhos e as anquinhas, assim como os pesados e ricos tecidos, os vestidos apresentavam linhas direitas, cintura subida e curtas mangas de balão, acompanhadas de luvas altas. As saias chegavam aos tornozelos e as caudas eram usadas apenas na corte.
Nas vésperas da Revolução, existia um grande entusiasmo pelas peças masculinas do traje inglês, quer pela qualidade da sua confeção quer pelo seu aspeto funcional. Mas a grande novidade desta época foi a introdução das calças no guarda-roupa masculino, provenientes do traje dos homens do povo e dos marinheiros, as calças começam a ser usadas como símbolo da revolução, pois os calções eram sinónimo do traje aristocrático.

### Traje Romântico (1825 a 1865)

Vestido Romântico e Xaile, Sex XIX

No século XIX, época da industrialização, surgiram rápidos progressos tecnológicos em várias áreas da produção, aos quais a indústria da moda não foi alheia. Na década de 50 o traje feminino atingia a sua expressão máxima com a introdução da crinolina. Esta armação interna dava um grande volume simétrico às saias sem lhes adicionar peso. O espartilho voltou a moldar o busto feminino. Os tecidos preferidos eram as sedas e as musselinas de algodão com padrões de ramagens, flores, axadrezados e riscas. As cores eram simples e discretas, predominando os azuis e os verdes.
A moda masculina de 1850 manteve as tendências das décadas anteriores. Os casacos de cor preta ou de tons sóbrios usavam-se também com calças aos quadrados. Para a noite usava-se a casaca preta com calças e colete do mesmo tecido, camisa com peitilho engomado e laço.

### TrajeBelle Époque(1870 a 1914)

Saia e Casaco, Portugal, Sec. XX

As senhoras usavam vestidos de duas peças, compostos por corpo e saia, que eram confecionados com tecidos pesados e o espartilho manteve-se em voga. A saia usava-se comprida, acumulando drapeados, passamanarias, berloques, fitas, laços, pompons e franjas. Contudo, a característica silhueta deste período era dada por uma volumosa armação interior, chamada tournure, aplicada na parte detrás da saia.
Em 1890, as mulheres viram surgir os espartilhos ditos "saudáveis" que produziam um porte ondulado em forma de "S". Desta forma o busto da mulher ficava erguido e tão realçado que se denominava "peito de rola". As saias compridas em forma de campânula exibiam, geralmente, uma pequena cauda. Os vestidos de dia tinham um cós de pescoço alto e um peitilho de renda ou tule. À noite os vestidos apresentavam decotes amplos e os braços eram protegidos com luvas compridas.
No Traje masculino, as sobrecasacas e os fraques continuavam a ser usados em situações de maior cerimónia, com cartola. Para o quotidiano os conjuntos de três peças – casaco, colete e calças – eram usados com chapéu de coco.

Vestido Anos 20

### (1910-2000)
A República implantada em Portugal a 5 de Outubro de 1910 coloca um fim à monarquia e transforma a dinâmica social da vida portuguesa. Muitos formalismos e constrangimentos sociais desapareceram e as artes, assim como a moda, foram palco de várias mudanças. Os desportos e as atividades ao ar livre promoviam um novo estilo de vida e as senhoras preferiam trajes de corte masculino, como o tailleur. De origem inglesa, o tailleur formado por saia e casaco adaptava-se bem aos passeios e era especialmente apreciado pelas jovens que cada vez mais integravam o mercado laboral.
(1910-1918)

Casaca, Colete, Calças e Cartola & Vestido Sec. XX (c. 1920)

As mulheres portuguesas aderiram rapidamente a uma nova silhueta estreita e esguia proposta em Paris, por Paul Poiret. Inspirado no traje do período napoleónico este costureiro propôs o uso de vestidos em substituição dos fatos femininos de duas peças até aí utilizados. Os seus vestidos apresentavam linhas direitas e cintura alta, o que possibilitava à mulher libertar-se do espartilho. Em Paris, os Ballets Russes de Diaghilev inspiravam a moda, trazendo influências orientalizantes para o vestuário através de novas formas, cores vivas e tecidos luxuosos.
O traje masculino manteve as formas do final do século passado. Nas ocasiões solenes usava-se o fraque e a casaca, no quotidiano a sobrecasaca começava a ser substituída pelo casaco curto, com colete e calças.
(1920-1930)

Vestido Anos 30

O vestuário feminino deu nesta década o passo definitivo para a funcionalidade, acompanhando o estilo Art Déco, caracterizado por uma decorativa e elegante geometria. Os vestidos de linhas direitas com cintura descaída, mostravam as pernas a partir dos joelhos. Os vestidos para dançar eram curtos com decotes redondos ou quadrados, habitualmente com saia em évasée e, por vezes, cobertos com vidrilhos, lantejoulas e missangas. As meias e os sapatos passaram a ser peças de relevo, enchendo-se de cores. As cores eram vivas, embora também se escolhesse o preto.
No traje masculino na década de 20, generalizou-se nas cidades o uso de casacos cintados de tweed, espinhado ou em xadrez, de tons sóbrios, acompanhados de calças largas com pregas e dobra na extremidade inferior, em tecido liso ou de fantasia. O smoking transformou-se definitivamente no traje masculino preferido para eventos semi-informais como jantares públicos ou privados, bailes e festas. De cor preta com lapelas de cetim de seda, era acompanhado com laço do mesmo tom.
(1930-1946)
Na década de 30 o traje feminino regressou a linhas mais curvilíneas, o comprimento da saia desceu e a cintura retomou a sua posição natural. Os vestidos de noite eram compridos, com costas desnudadas. Os tecidos mais apreciados eram os crepes e os cetins. As atrizes de cinema, com o seu glamour, inspiravam as mulheres e tornavam-se modelos a seguir. Madeleine Vionnet criou o corte em viés, técnica que dava às peças uma elasticidade e fluidez muito apreciadas, moldando os corpos femininos de forma sensual.
A Segunda Guerra Mundial (1939-1945) impôs grandes restrições materiais. O racionamento impunha peças de traje mais ajustadas e curtas. As mulheres vestiam tailleurs com cintura bem marcada, saia de linha direita, ombros enchumaçados e bolsos amplos, que davam à sua silhueta uma postura masculina, de inspiração quase militar.
(1947 a 1950)
Com o fim da Segunda Guerra Mundial, Christian Dior correspondeu aos anseios das mulheres criando uma silhueta feminina e luxuosa. O estilo proposto pelo costureiro francês foi denominado New-Look, pois surgiu como reação à funcional moda dos anos 40. Apresentado em Paris em 1947, pretendeu restituir à mulher o seu aspeto sensual. Esta nova imagem caracterizava-se pelo uso de saias direitas ou amplas, muito rodadas e armadas, cintura estreita e delicada, ombros pequenos e redondos, e corpo espartilhado com o peito bem definido.
Ao mesmo tempo que vigorava a aparência New Look, surgia uma geração inquieta, da classe média, que rejeitava o materialismo vigente. Nos Estados Unidos da América as t-shirts transformavam-se em peças exteriores, principalmente depois de Marlon Brando ter aparecido com uma t-shirt branca no filme "Há lodo no cais", em 1954. As calças de ganga, conhecidas como jeans, começaram a ser adotadas pelos jovens como expressão da sua rebelião.
(1960 a 1970)
Os anos 60 representaram uma nova alteração no traje. A juventude tornou-se num modelo a seguir, veiculando uma atitude de inconformismo e de contestação à política e mentalidade vigentes. Os movimentos de moda partiram da rua e passaram a influenciar a Alta-Costura. Os fabricantes de roupa viram nos jovens potenciais clientes e começaram a criar peças especialmente para eles. Na base da moda feminina desta década destacou-se a minissaia, apresentada por André Courrèges, em 1965, e popularizada por Mary Quant.
No final desta década surgiu em São Francisco, na Califórnia, o movimento hippie que foi antes de mais um movimento de mentalidades e se difundiu através da música pop. O seu vestuário inspirava-se nos trajes étnicos internacionais: os rapazes vestiam túnicas de algodão cru e jeans, apresentavam cabelos compridos e barbas; as raparigas vestiam longas túnicas, usavam os cabelos soltos com flores e o rosto sem maquilhagem. 
(1980 a 2000)
As marcas de pronto-a-vestir passaram a ganhar importância com o surgimento dos estilistas que paralelamente à Alta-Costura, contribuíram para equilibrar a massificação advinda do desenvolvimento da indústria da moda. A relativa estabilidade e prosperidade dos anos 80 favoreceram, uma vez mais, o revivalismo de valores e gostos tradicionais. Todavia, os anos 90 configuraram-se a nível internacional, dando jus à aldeia global. A televisão, as revistas de moda, o turismo e a internet desfizeram as fronteiras, propiciando a divulgação das criações já não só francesas mas italianas, inglesas, japonesas e americanas.
As marcas de pronto-a-vestir desenvolveram-se a um ritmo crescente para responderem aos que desejavam veicular uma aparência contestatária. Por outro lado, surgem os designers de moda e o que veio a chamar-se "moda de autor", o que atribui para criar uma alternativa de qualidade e de estilo à massificação que o desenvolvimento da indústria têxtil e de confeção estavam operar.

## Palácio Angeja-Palmela

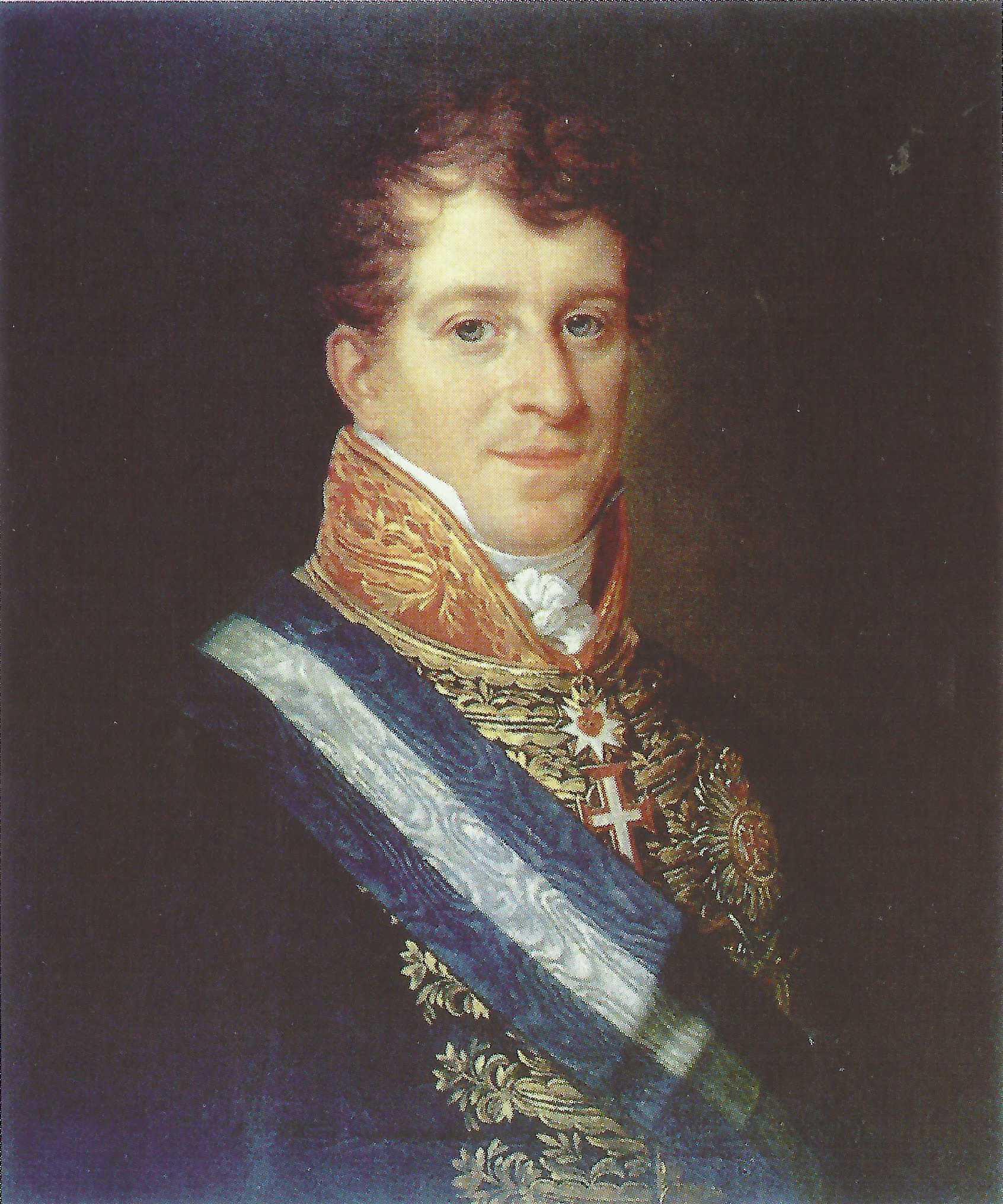
Pedro de Sousa Holstein, Conde de Palmela

O Palácio Angeja-Palmela foi mandado erguer no século XVIII por D. Pedro José de Noronha, 3.º marquês de Angeja, próximo ao local onde existira o paço de D. Afonso Sanches, filho natural de Dinis I de Portugal (1279-1325).
Com traça de autoria desconhecida, o palácio apresenta influência da arquitetura pombalina, desenvolvendo-se em duas fachadas, uma das quais findando com a capela. Do primitivo paço subsiste apenas uma ombreira quinhentista em uma residência contígua ao palácio, e algumas estruturas arquitetónicas do século XVII.
A entrada principal do palácio desenvolve-se como uma galilé e a articulação entre os andares é feita por uma escada de quatro lanços retos. Nas suas salas destacam-se os tetos de masseira, os estuques, as pinturas ornamentais e diversos painéis de azulejos setecentistas.
Em 1840, o imóvel foi adquirido por D. Pedro de Sousa Holstein, marquês de Palmela e mais tarde 1.º duque de Palmela, que empreendeu obras de beneficiação do palácio, entre as quais a reconstrução do pavilhão neo-gótico, hoje ocupado pelo restaurante do museu.

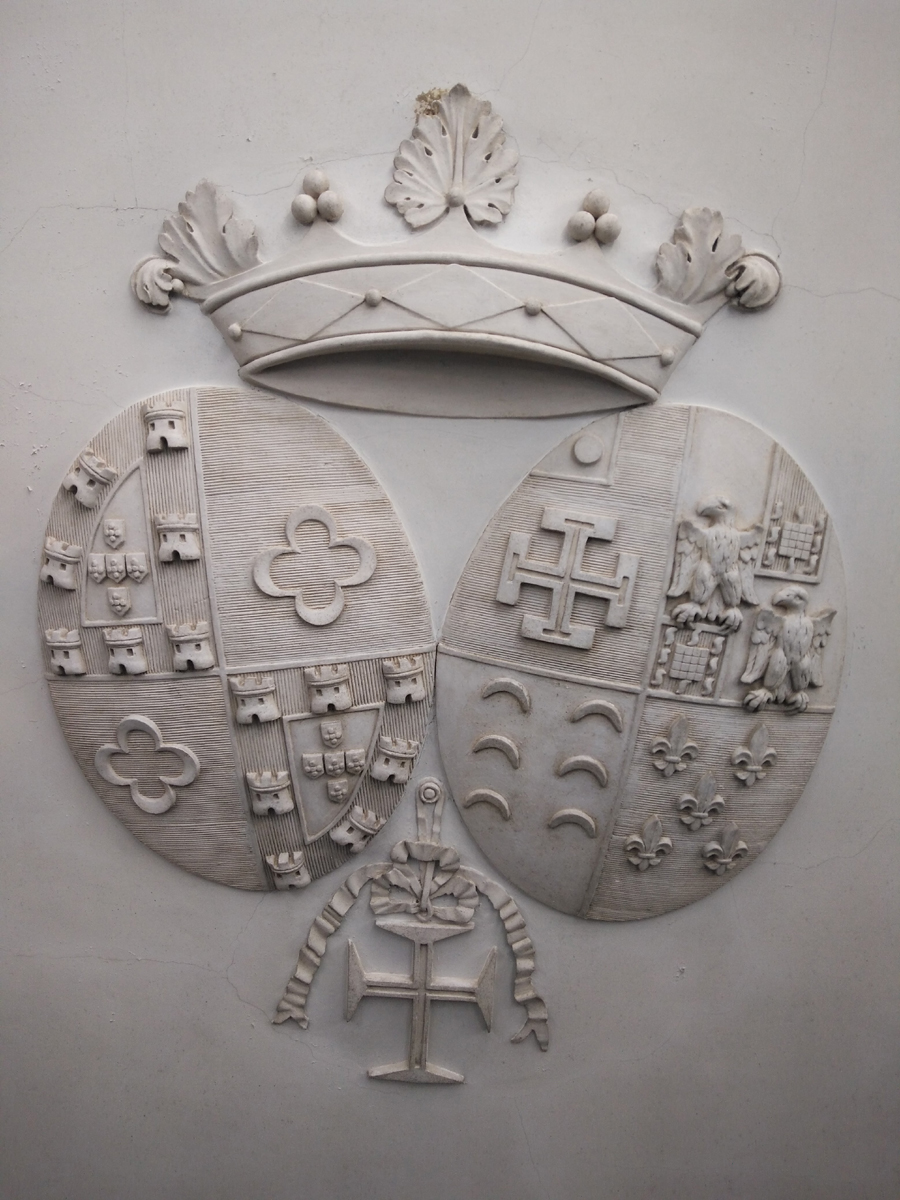
Brasões dos Marqueses de Faial e 2º Duque de Palmela, Palácio Angeja-Palmela

A partir da Segunda Guerra Mundial (1939-1945), o palácio passou a funcionar como colégio religioso de belgas refugiadas, até que, em 1975, o Estado Português adquiriu a Quinta do Monteiro-Mor, que, para além do Palácio Angeja-Palmela, compreende o Palácio do Monteiro-Mor, uma residência do século XVIII, o Jardim Botânico e uma zona verde com onze hectares.

### Arquitectura

Palácio Angeja-Palmela

O Palácio deve a sua traça atual ao 3º Marquês de Angeja, D. Pedro de Noronha, que aqui projetou instalar as suas coleções de história natural, complementadas com um jardim botânico. Em 1840, a propriedade é adquirida pelo 2º Duque de Palmela, D. Domingos de Sousa Holstein Beck.

A fachada principal encontra-se virada para o pátio ou terreiro interior, delimitado por construções que constituem anexos: antigas cocheiras (hoje - bilheteira\loja), e arrecadações (hoje - oficinas). 

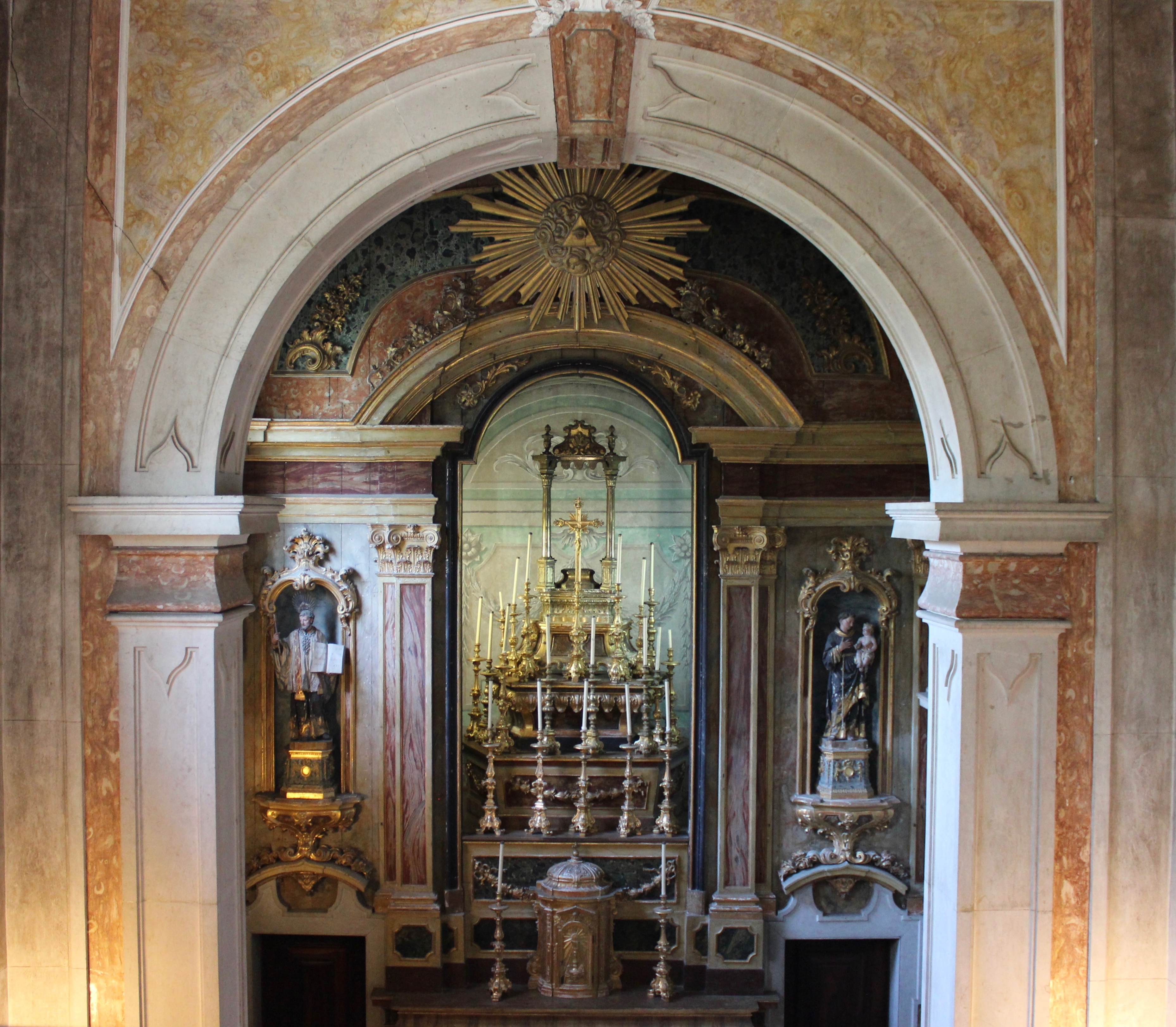
Capela do Palácio Angeja-Palmela

Na entrada do Palácio podemos observar os brasões dos Marqueses de Faial e 2º duques de Palmela. Colocados no eixo principal, os dois brasões são encimados por uma coroa de marquês rematados por uma Cruz de Cristo, pois o Marquês do Faial tinha sido agraciado com uma comenda desta ordem.
O piso térreo do palácio foi originalmente destinado à cozinha e outras dependências de serviços, bem como a várias áreas para uso da família. A ligação principal entre o piso térreo e o piso 1 é feita por uma escadaria de mármore e no teto, apresenta um medalhão central com uma águia segurando três raios nas patas.

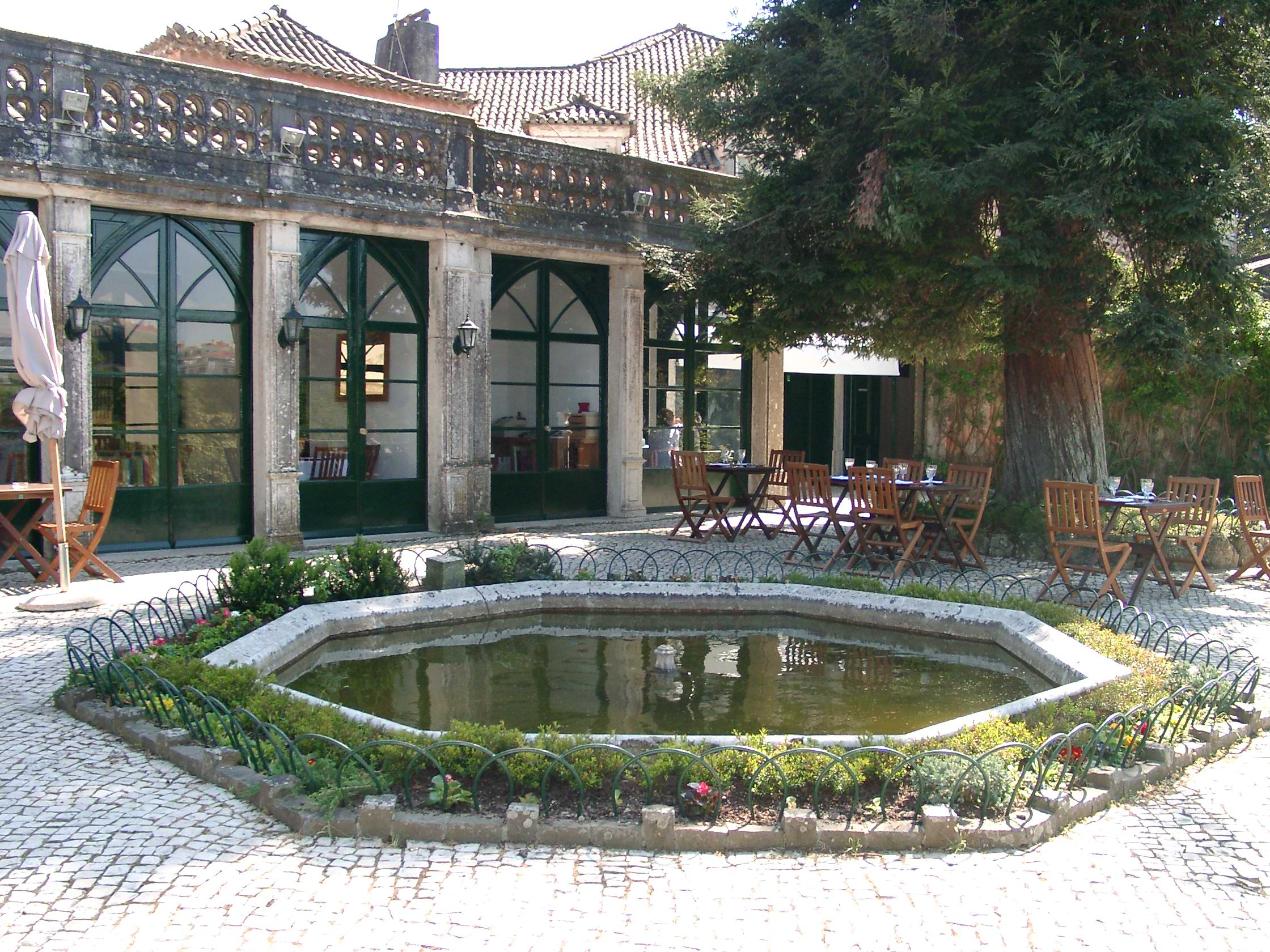
Restaurante do Monteiro-Mor, Museu Nacional do Traje

O piso 1, denominado “andar nobre”, destinava-se ao convívio social, sendo aqui que se encontra o salão nobre, em que se destaca o teto abobado e a profusa decoração rocaille dos estuques com temas ligados à história natural e, nos quatro cantos, alegorias às quatros estações. São ainda de referir as pinturas ornamentais da sala oriental com as suas “chinoiseries”, os frescos da sala da música e da sala das bandeiras, bem com os diversos azulejos setecentistas da fábrica do Rato.
A antiga capela do palácio dedicada a Santa Rita, constitui um exemplo interessante da época de charneira contemporânea de D. Maria I, pois estabelece a transição entre o gosto “rocaille” e o neoclássico.
O pavilhão de chá neogótico, mandado edificar pelo Marquês de Angeja para ser a Casa dos Pássaros, integrado na envolvente paisagística do palácio é atualmente o restaurante Monteiro-Mor.

### Parque Botânico do Monteiro-Mor

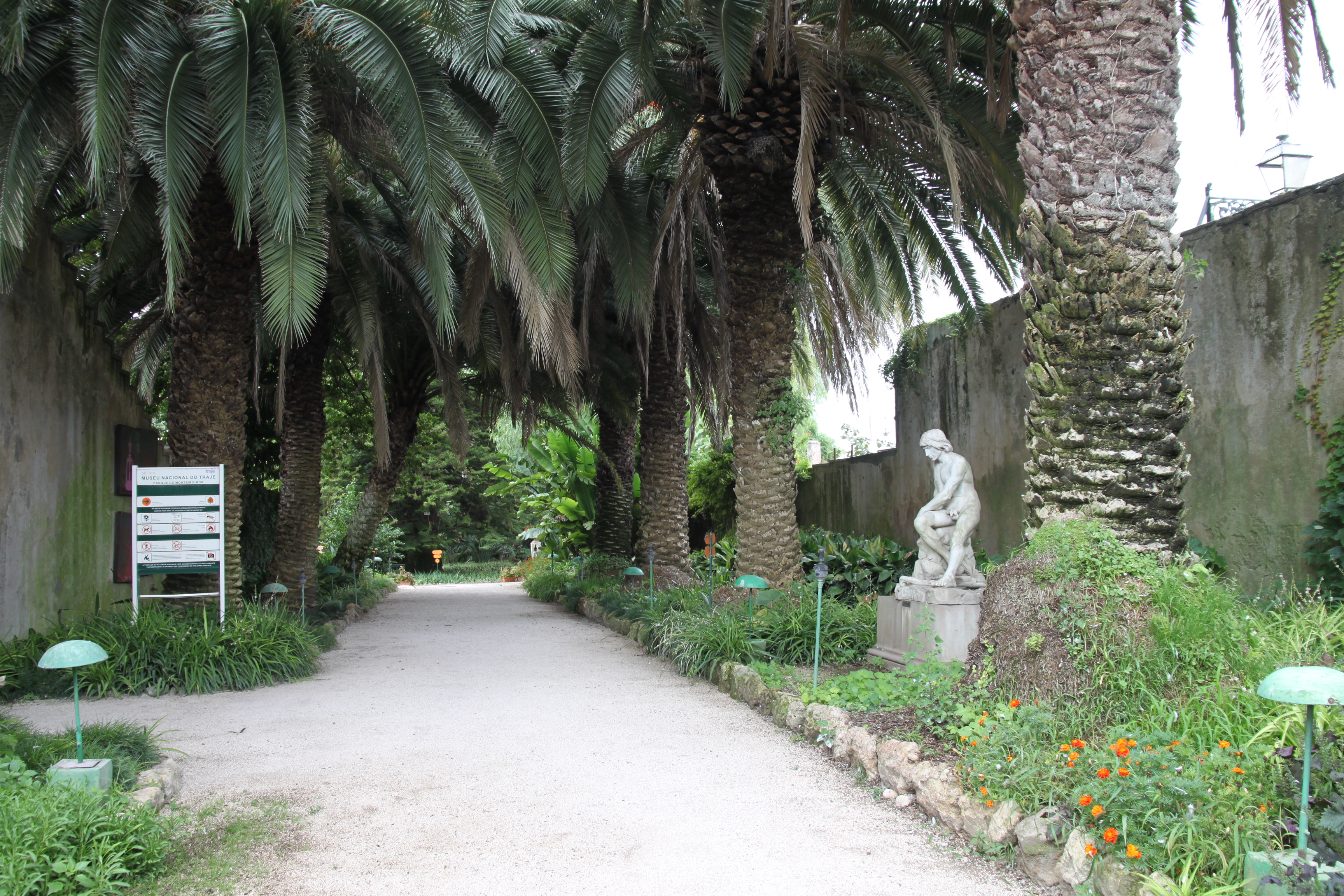
Parque Botânico Monteiro-Mor

O Parque Botânico do Monteiro-Mor abrange uma área aproximada de 11ha onde se destaca o jardim, pela sua originalidade e riqueza botânica e paisagística. O jardim foi projetado pelo italiano Domenico Vandelli, para ser o jardim botânico do 3º Marquês de Angeja. Este foi o terceiro jardim botânico a ser construído em Portugal, a partir da década de 60 do século XVIII. Desse tempo apenas ficou a estrutura construída, os patamares, as escadarias ou muros, os lagos com desenho formal e alguns elementos decorativos interessantes, como o lancil em pedra boleada e um conjunto de nichos para estatuária. O parque iniciado pelo Marquês de Angeja, continuou no século XIX, já como propriedade dos duques de Palmela, que introduz novas espécies, tal como a Araucaria heterophylla ou Araucária de Norfolk, a primeira plantada em Portugal. Destacam-se ainda no parque uma cameleira, dois plátanos monumentais, uma faia, um taxódio, uma sequoia e duas árvores-da-borracha, todas com mais de 150 anos de existência.

Lago do Leão, Parque do Monteiro-Mor

Em 1975, com a aquisição da propriedade pelo Estado Português, foi o engº silvicultor Luís Filipe Sousa Lara que liderou a sua recuperação e reconversão que esteve desde os anos 60 do século XX sem qualquer manutenção. Para além de outros trabalhos foi recuperado o roseiral num conjunto de canteiros com sebes de buxo, com desenho ao estilo barroco do século XVIII, sob a orientação do arq. paisagista Edgar Fontes.   

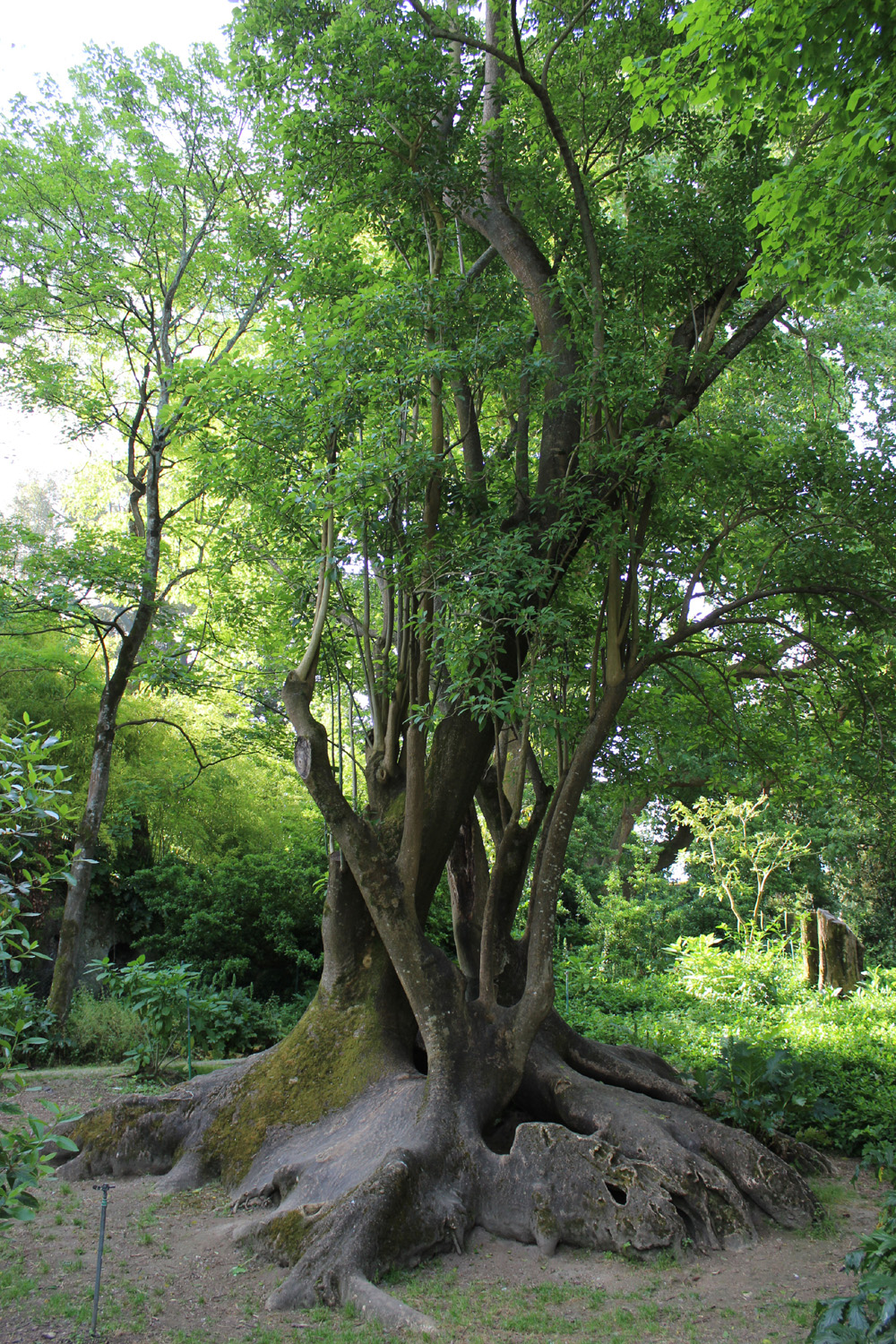
Flora, Parque Botânico do Monteiro-Mor

Encontramos no Parque Botânico do Monteiro-Mor um exemplo genuíno das tradicionais quintas de recreio portuguesas, associado à casa ou palácio (hoje, Museu Nacional do Traje), surge o jardim com lagos e cascatas, hortas, pomar e mata. O Parque é atravessado por uma linha de água de regime torrencial, que entra em conduta enterrada até desembocar num coletor camarário. As diversas nascentes que afluem ao jardim, tornam possível o abastecimento pleno das necessidades de água para os lagos e para a rega nos períodos de estio.

### Flora
O Parque Botânico do Monteiro-Mor possui uma variada coleção com mais de 250 espécies botânicas representadas, com especial destaque para as ornamentais e para as florestais, mas onde também se desenvolvem as hortícolas, as frutícolas, as aromáticas e as medicinais. 

Lago, Parque Botancio Monteiro-Mor

### Fauna
A fauna presente no Parque destaca-se sobretudo as aves e uma colónia de morcegos existente nos subterrâneos (grutas e galerias) do palácio Angeja-Palmela. Durante a primavera, os subterrâneos do Museu do Traje chegam a abrigar cerca de 200 morcegos-de-peluche (Miniopterus schreibersii), espécie com o estatuto de “vulnerável” em Portugal.

### Esculturas
Em 1995, foi inaugurado o projeto Jardim de esculturas no Parque Botânico que teve como principal objetivo o seu enriquecimento, juntando assim ao património paisagístico uma vertente museológica. Espalhadas pelo parque temos esculturas de Minoru Nizuma, Catarina Baleiras, João Cutileiro, José Lucas, Moreira Rato, Soares Franco e Leopoldo de Almeida.